# 克珀尼克宮

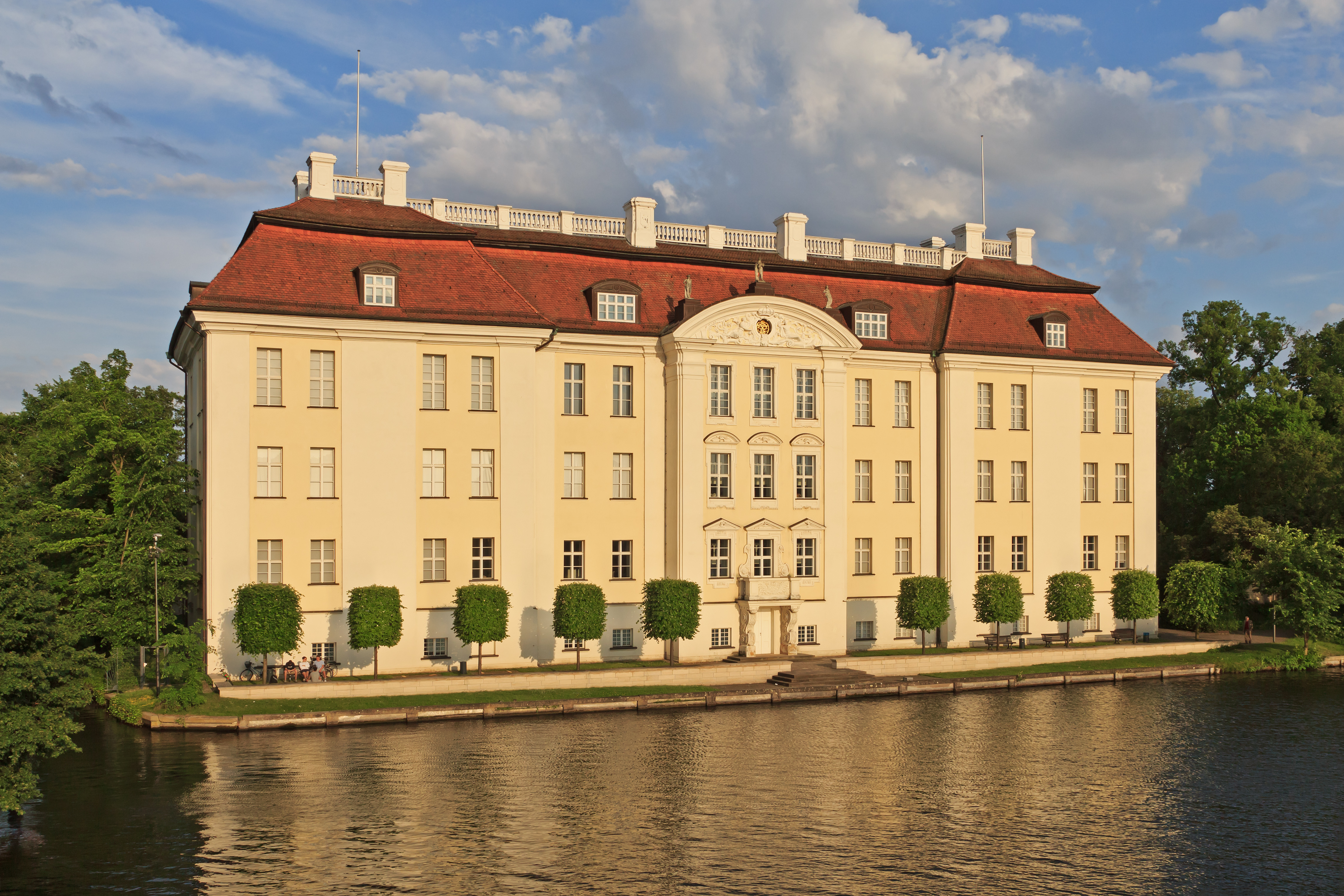
克珀尼克宮

克珀尼克宮（Schloss Köpenick）是德國勃蘭登堡州的一座霍亨索倫王朝宮殿建築，為巴洛克風格。建築名稱來自於柏林的克珀尼克區。克珀尼克宮位於達默河的一個河中小島上，並且被英式花園環繞。

## 外部連結
- Schloss Köpenick - official site at 柏林国立博物馆

52°26′38″N 13°34′22″E / 52.44389°N 13.57278°E